# 埃利克斯豪森
埃利克斯豪森是奥地利萨尔茨堡州萨尔茨堡城郊县的一个市镇。总面积8.36平方公里，总人口2749人，人口密度328.8人/平方公里（2005年）。